# Термінал ЗПГ Дахедж
Термінал ЗПГ Дахедж – об`єкт для прийому та регазифікації зрідженого природного газу (ЗПГ), споруджений в індійському штаті Гуджарат. 
На початку 21 століття зростання попиту на природний газ в поєднанні зі стагнацією видобутку власних родовищ змусило Індію звернутись до імпорту блакитного палива. Проекти поставок туркменського чи іранського газу по суходолу через неспокійний Афганістан та/або Пакистан (з яким Індія традиційно знаходиться у недружніх відносинах) тривалий час лише обговорювались, зате отримали втілення ідеї щодо імпорту ЗПГ. 
Перший термінал, введений в експлуатацію у 2004 році, спорудили в Дахеджі у штаті Гуджарат, на східному узбережжі Камбейської затоки. Первісно він мав пропускну здатність у 5 млн.т ЗПГ на рік (7 млрд.м3) та потужність із одночасного зберігання 196000 м3 ЗПГ (2 резервуари). Зростання попиту призвело до неодноразового розширення терміналу:
– в 2009 році тут спорудили ще два резервуари обсягом зберігання по 148000м3 та встановили додаткове обладнання з регазифікації, завдяки чому річна потужність сягнула 10 млн.т;
– в 2016 році спорудили наступні два резервуари дещо більшого об`єму 170000 м3, а потужність зросла до 15 млн.т, тобто втричі від первісної;
– в 2019-му довели пропускну здатність до 17,5 млн тон.
Успішний розвиток дахеджського терміналу пояснюється наявністю гарного доступу до газотранспортної системи, що дозволяло йому працювати з нормальним завантаженням, на відміну від деяких інших індійських терміналів (наприклад, в 2015 році через Дахедж пройшло 10,2 млн.т ЗПГ). Сполучена з термналом в Дахеджі інфраструктура включає:
– газотранспортний коридор Дахедж – Віджайпур, який у підсумку надає доступ до споживачів у штатах Мадг'я-Прадеш, Хар'яна, Пенджаб, Уттар-Прадеш та столичної території Делі;
– прокладений у південному напрямку до штату Махараштра трубопровід Дахедж – Дабхол;
– газопровід Дахедж – Бхедбут, що надає доступ до розгалуженої газотранспортної системи штату Гуджарат;
– перемичку до потужної ТЕС DGEN Mega.
Малі глибини біля берегу та велика кількість намулу, який приносять до Камбейської затоки річки, змусили спорудити пірс довжиною 2,5 км. Це дозволило розташувати причал для газових танкерів в районі з глибиною 16 метрів. Також пірс прикрили з південного заходу хвилерізом довжиною 650 метрів, який захищає від хвиль, що надходять з океану до затоки. При розширенні терміналу у 2009-му спорудили другий пірс, що дозволяє обслуговувати судна розмірів Q-Max та Q-Flex.
Для транспортування ЗПГ від заводів по зрідженню газу (передусім з Катару) одночасно зі спорудженням терміналу замовили довгостроковий фрахт трьох газовозів у японської компанії Mitsui OSK Lines, одного з лідерів в галузі перевезень цього продукту. Об`єм танків двох із них становить 138000 м3, ще в одного 155000 м3. Два перші судна – Disha та Raahi – були поставлені у 2004 році. Третє, назване Aseem, приєдналось до них в 2009-му. Разом вони можуть забезпечити транспортування 7,5 млн.т ЗПГ на рік.
Проект терміналу в дахеджі реалізували через компанію Petronet Ltd, власниками якої є  Oil and Natural Gas Corporation (ONGC), Indian Oil Corporation (IOCL), Bharat Petroleum Corporation (BPCL) та GAIL.
Також можливо відзначити, що в 2008 році компанія ONGC спорудила в Дахеджі установку фракціонування, яка виділяє з імпортованого через термінал газу етан-пропанову фракцію. Остання використовується як сировина на піролізних установках компаній RIL та OPaL.